# Teorema celor trei geodezice
În geometria diferențială teorema celor trei geodezice, cunoscută și sub numele de teorema Lusternik–Schnirelmann, afirmă că fiecare varietate riemanniană⁠(d) cu topologia unei sfere are cel puțin trei geodezice închise care formează curbe închise simple (adică fără autointersectări). Rezultatul poate fi extins și la cvasigeodezice pe un poliedru convex. Teorema este clară: deși fiecare 2-sferă riemanniană conține un număr infinit de geodezice închise distincte, doar trei dintre ele sunt garantate că nu au autointersecții. De exemplu, printr-un rezultat al lui Marston Morse dacă lungimile a 3 axe principale ale unui elipsoid sunt distincte, dar suficient de apropiate una de cealălaltă, atunci elipsoidul are doar 3 geodezice simple închise.

## Istoric și demonstrare

Un elipsoid triaxial și cele trei geodezice ale sale

O geodezică pe o suprafață riemanniană este o curbă care este local „dreaptă” în fiecare dintre punctele sale. De exemplu, pe planul euclidian geodezicele sunt drepte, iar pe suprafața unei sfere geodezicele sunt cercuri mari. Cea mai scurtă cale între două puncte de pe o suprafață este întotdeauna o geodezică, dar pot exista și alte geodezice. Se spune că o geodezică este o geodezică închisă dacă revine la punctul său de pornire și la direcția de pornire; procedând astfel, se poate autointersecta de mai multe ori. Teorema celor trei geodezice spune că pentru suprafețele homeomorfe⁠(d) cu sfera există cel puțin trei geodezice închise care nu se autointersectează. Pot fi mai multe de trei, de exemplu sfera însăși are un număr infinit de astfel de geodezice.
Acest rezultat provine din matematica navigației maritime, unde suprafața Pământului poate fi modelată cu precizie de un elipsoid, și din studiul geodezicelor de pe un elipsoid⁠(d), cele mai scurte căi pe care pot călători navele. În special, un elipsoid triaxial aproape sferic are doar trei geodezice simple închise, cercurile sale ecuatoriale. În 1905, Henri Poincaré a presupus că fiecare suprafață netedă echivalentă topologic cu o sferă conține cel puțin trei geodezice închise simple, iar în 1929 Lazar Lusternik și Lev Schnirelmann au publicat o demonstrație a conjecturii, care s-a dovedit ulterior a fi falsă.
Demonstrația a fost corectată de Hans Werner Ballmann în 1978.
O demonstrație a acestei conjecturi examinează omologia⁠(d) spațiului curbelor netede de pe sferă și folosește scurtarea curbelor⁠(d) pentru a găsi o geodezică închisă simplă care reprezintă fiecare dintre cele trei clase de omologie netriviale ale acestui spațiu.

## Generalizări
O versiune generalizată a teoremei afirmă că pe orice suprafață riemanniană care este topologic o sferă există în mod necesar trei geodezice simple închise a căror lungime este cel mult proporțională cu diametrul suprafeței.
Numărul de geodezice închise cu lungimea cel mult L pe o sferă topologică netedă crește proporțional cu L/log L, dar nu se poate garanta că toate aceste geodezice sunt simple.
Pe suprafețele Riemann hiperbolice compacte există infinit de multe geodezice simple închise, dar numai finite, cu o lungime dată. Ele sunt date analitic de funcția zeta Selberg. Rata de creștere a numărului de geodezice simple închise în funcție de lungimea lor a fost investigată de Maryam Mirzakhani.

## Metrice care nu sunt netede
Este posibil să se definească geodezice pe unele suprafețe care nu sunt netede peste tot, cum ar fi pe poliedrele convexe. Suprafața unui poliedru convex are o metrică care este local euclidiană, cu excepția vârfurilor poliedrului, iar o curbă care evită vârfurile este o geodezică dacă parcurge segmente de dreaptă pe fiecare față a poliedrului și rămâne „dreaptă” în fiecare punct în care traversează laturile poliedrului. Deși unele poliedre au geodezice închise simple (de exemplu, tetraedrul regulat și bisfenoidele au infinit de multe geodezice închise, toate simple) altele nu au. Ca particularitate, o geodezică simplă închisă a unui poliedru convex ar divide în mod necesar deficitul unghiular total al vârfurilor, iar aproape toate⁠(d) poliedrele nu au astfel de bisectoare.
Totuși, teorema celor trei geodezice poate fi extinsă la poliedre convexe luând în considerare cvasigeodezicele, curbe care sunt geodezice peste tot cu excepția vârfurilor poliedrelor și care au unghiuri mai mici de π pe ambele părți în fiecare vârf pe care îl traversează. O versiune a teoremei celor trei geodezice pentru poliedre convexe afirmă că toate poliedrele au cel puțin trei cvasigeodezice simple închise; acest lucru poate fi demonstrat prin aproximarea poliedrului cu o suprafață netedă și aplicarea teoremei celor trei geodezice pe această suprafață. Problema dacă oricare dintre aceste cvasigeodezice poate fi construită în timp polinomial este una încă nerezolvată.